# Список стратовулканів
Список стратовулканів за країнами.

## Активні

### Чилі
- Яйма
- Іррупутунку знаходиться на кордоні
 Чилі i Болівії
- Охос-дель-Саладо знаходиться на 
кордоні Чилі i Аргентини.
 Найбільший в світі вулкан.
- Вілларіка
- Ареналес
- Кальбуко
- Калакві
- Гудзон
- Копагуе
- Ласкар
- Невадос Чилійський

### Італія
- Етна на острові Сицилія
- Везувій
- Стромболі

### Сальвадор
- Сан Мігель (або Chaparrastique)
- Санта-Ана

### Гватемала
- Пакая
- Акатенанго
- Вулкан де Фуего
- Санта-Марія

### Індонезія
- Семеру на острові Ява
- Аґунг на острові Балі
- Ґунунг-Батур на острові Балі
- Ґалунґунг
- Кракатау
- Анак (син) Кракатау
- Мерапі
- Тамбора
- Амбанґ
- Бромо

### США
- Ласен-пік в Каліфорнії
- Монт-Худ в Орегоні
- Монт-Бейкер в Вашингтоні
- Монт-Райнер в Вашингтоні
- Сент-Хеленс в Вашингтоні
- Клівленд (вулкан) на Алясці
- Редаут на Алясці
- Вулкан Шішалдіна на Алясці
- Акутан на Алясці
- Аугустин
- Катмай
- Монт-Павлов
- Вулкан Коровін

### Японія
- Фудзі
- Міхара
- Сакурадзіма
- Унзен
- Адатара

### Нова Зеландія
- Таранакі або Еґмонт на Північному острові
- Нгаурухое на Північному острові
- Руапеху
- Вакарі або Білий острів

### Папуа-Нова Гвінея
- Тавурвур (останнє виверження 2006 року)
- Улавун

### Філіппіни
- Майон
- Таал
- Пінатубо

### Еквадор
- Пічінча
- Тунґурауа
- Санґай
- Ревентадор

### Мексика
- Попокатепетль
- Коліма

### Росія
- Шивелуч на Камчатці
- Коряцький або Коряцька сопка
- Каримська сопка на Камчатці

### Інші
- Острів Куішан, Тайвань
- Ареналь, Коста-Рика
- Острів Барен (Андаманські острови)
- Беренберг, на острові Ян-Маєн, Норвегія — найпівнічніший вулкан
- Камерун, Камерун
- Ґалерас, Колумбія
- Гекла, Ісландія
- Острів Ябал аль-Таїр, Ємен, Червоне море
- Суфрієр-Хілс на острові Монтсеррат, Кариби
- Суфрієр в Сент-Вінсент і Гренадини, Кариби
- Тейде,Тенерифе, Канарські острови

## Сплячі

### США
- Льодовиковий пік, Вашингтон
- Гора Адамс, Вашингтон
- Гора Бейкер, Вашингтон
- Гора Худ, Орегон
- Гора Джеферсон, Орегон
- Мамонтова гора, Каліфорнія
- Гора Шаста, Каліфорнія
- Гора Всевідоф, Аляска
- Південна сестра, Орегон
- Гора Сан Франциско, Аризона

### Філіппіни
- Гора Араят
- Гора Ісароґ
- Гора Талініс

### Еквадор[1]
- Антісана
- Каямбе
- Чимборасо
- Котопахі

### Канада
- Гора Кайлі, південний захід Британської Колумбії
- Гора Гарібальді, південний захід Британської Колумбії
- Гора Худу, північний захід Британської Колумбії
- Гора Міґер, південний захід Британської Колумбії
- Гора Прайс, південний захід Британської Колумбії

### Мексика
- Невадо де Толука
- Піко де Орізаба (Орізабський пік)

### Корея
- Пекту

### Інші
- Арарат, Туреччина
- Арінтіка, Чилі
- Демавенд, Іран
- Фогу, о. Фогу, Кабо-Верде
- Гора Харуна, Японія
- Казбек, Грузія
- Кіліманджаро, Танзанія
- Ланін, на кордоні між Аргентиною і Чилі
- Ель-Місті, Перу, біля міста Арекіпа
- Невадо-дель-Руїс, Колумбія
- Ерайвайьокюдль, Ісландія
- Монтань-Пеле[2], Мартиніка
- Пінгвінячий острів, Антарктика
- Парінакота, на кордоні між Болівією та Чилі
- Вулкано, Італія
- Гора Бомбалай, Борнео, Малайзія

## Згаслі

### Сальвадор
- Табурете
- Чінамека

### Чилі
- Аконтаґо знаходиться на кордоні між Чилі і Болівією
- Черо Соло в Патагонії вздовж кордону Чилі і Аргентини
- Ліканкабур
- Сьєра Невада

### Канада
- Чорний бивень
- Гора Едзіза в північно-західній Британської Колумбії